# Henryk Mamcarz
Henryk Mamcarz – polski ekonomista, doktor habilitowany nauk ekonomicznych, emerytowany profesor nadzwyczajny UMCS.
W 1971 ukończył ekonomię na UMCS. Stopień doktora nauk ekonomicznych uzyskał w 1979 na Wydziale Ekonomicznym UMCS na podstawie pracy pt. Postęp techniczny w strategii rozwoju przemysłu w Niemieckiej Republice Demokratycznej (lata 1960–1975) (promotor – Wacław Grzybowski). Stopień doktora habilitowanego nauk ekonomicznych uzyskał na tym samym wydziale w 1997 w oparciu o pracę pt. Innowacje finansowe na rynku obligacji w Republice Federalnej Niemiec.
Od 1974 był zatrudniony na Wydziale Ekonomicznym UMCS. Był kierownikiem Zakładu Rynków Finansowych. W latach 1999–2005 był prodziekanem Wydziału Ekonomicznego UMCS. Pracował też w Wyższej Szkole Przedsiębiorczości i Administracji w Lublinie i Olympus Szkoła Wyższa im. Romualda Kudlińskiego z siedzibą w Warszawie.